# Perevoz
Perevoz (in russo Перевоз ?) è una città della Russia europea centro-orientale, nell'oblast' di Nižnij Novgorod, centro amministrativo dell'omonimo circondario urbano. Fino al 2017 era capoluogo del rajon Perevozskij.
Sorge sulle rive del fiume P'jana e dista circa 120 km da Nižnij Novgorod. Fondata nel XIX secolo, ha ricevuto lo status di città nel 2001.